# The Lady Lies
The Lady Lies è un film del 1929 diretto da Hobart Henley.

## Trama
Un ricco avvocato vedovo intraprende una relazione con una bella commessa, ma i suoi figli disapprovano e fanno di tutto per convincerlo a porre fine alla relazione. Nonostante tutto lei riesce a conquistarli e viene accolta in famiglia.

## Produzione
Il film è stato girato ai Paramount Studios - 5555 Melrose Ave., Hollywood, Los Angeles, California, USA